# 肖特兄弟
肖特兄弟公開有限公司（Short Brothers plc）是一家英國宇航公司，通常使用簡稱肖特（Shorts），現在它的基地位於北愛爾蘭的貝爾法斯特，肖特兄弟公司成立於1908年，是世界上第一家真正的飛機製造公司，它是1920年代、1930年代以及整個二戰中的水上飛機製造商。在緊接著二戰以後的一段時間裡公司接到了幾種軍事和試驗用機的訂單合同。從1960年代開始肖特兄弟公司轉型為主要生產貨機的公司，在1989年，公司被龐巴迪公司買下，在龐巴迪宇航公司裡，肖特兄弟公司負責設計和製造引擎倉（nacelle）、機身和飞行控制系统，肖特是北愛爾蘭最大的製造業公司。 今天公司為其母公司——龐巴迪宇航以及波音公司、Rolls-Royce Deutschland、通用電氣、普惠公司製造飛機組件和引擎倉。

## 歷史

### 早年
1897年，當Eustace (1875–1932) 和Oswald (1883–1969) Short使用一只充滿煤氣的氣球進行了他們的第一次飛行，這應當是肖特兄弟公司的起源。兄弟倆的父親曾經當過羅伯特·史蒂芬生的學徒。1902年，兄弟倆開始向市場提供可銷售的氣球。1905年他們贏得了為英屬印度陸軍製造3個氣球的合同，這些氣球是在第三個兄弟Horace (1872–1917), 為Thomas Edison'的歐洲代理人Col. Gouraud在蘇塞克斯郡的霍夫運營的聲學實驗室的場地裡製造的。Horace有著面部頭顱畸形，這個可能與他得過短頭症（brachycephaly）有關。留存下來的照片證明了這一點。當Horace為集中精力研究蒸汽輪機而離開Hove後，Eustace和Oswald也將工廠搬到了西南倫敦的巴特西的兩個鐵路拱架之間的租來的場地，這個場地因為靠近巴特西煤氣廠，使他們可以方便的為氣球充氣。1908年Horace加入到兄弟倆中，同年十一月他們註冊了一個合夥企業Short Brothers。萊特兄弟與新公司簽訂了在英國專利生產Wright Flyer的合同，最初的訂單是6架，所有6架都被航空俱樂部（Royal Aero Club）的成員訂走。肖特兄弟公司成為了世界上第一家航空製造公司。
1909年7月，肖特公司在泰晤士河口的謝佩島上臨近Leysdown-on-Sea的Muswell Manor(早先名為"Mussel Manor") 的暢通的沼澤地裡建造了Shellbeach機場， 而此地剛被Frank McClean 購買用於航空俱樂部（在同年此俱樂部獲得了“皇家”前綴）做為活動場地。

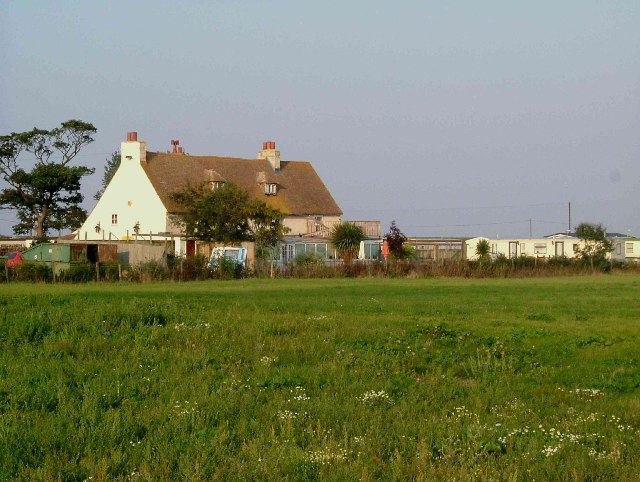
Muswell Manor – 英國航空工業的誕生地和搖籃

1910年肖特公司與皇家航空俱樂部一起搬到大約4公里以外的位於Eastchurch的更大的場地，在那裡公司製造了由John W. Dunne設計的 Short-Dunne 5，這是世界上第一架無尾航空器（tailless aircraft）。1911年，公司製造了世界上第一架成功起飛的雙引擎飛機， S.39或 Triple Twin。在當時水上飛機都必須使用駁船運輸到謝佩島的昆伯勒進行試飛。
弗朗西斯·麥克林是一個狂熱的飛行員(在1910－1914年間，他的私人機隊擁有16架飛機） 一開始他僅為了榮譽而做為肖特兄弟公司的試飛員，直到後來太多的試飛需求使他無法滿足，於是1913年由Gordon Bell接替了他的位置，貝爾是肖特公司的第一位職業試飛員，到1914年Ronald Kemp接替了貝爾的位置，後來Kemp無法單獨應付如此大量的試飛和開發工作，於是1916年他開始偶爾接受一些自由飛行員的幫助。 其中一位年輕人就是John Lankester Parker，他的名字與肖特公司在許多年裡緊密相聯。派克於1918年最終接替Kemp成為肖特公司的首席試飛員, 而且在此職位上一幹就是27年。

### 在貝德福德郡卡丁登的运营
1916年，肖特兄弟贏得了為海軍部（Admiralty）製造两架大型可操縱飛艇的合同, 做為合同的一部分，海軍部提供了一份貸款，讓公司能夠在貝德福德郡的卡丁登購買土地並建造飛艇製造設施，這樣公司就可以將謝佩島/羅切斯特地區的工廠集中研發生產比空氣重的飛機。氣球與飛艇製造將集中於卡丁登。公司名於1919年變更為肖特兄弟（羅切斯特和貝德福德）有限公司（Short Brothers (Rochester and Bedford) Ltd.），然而發生在同年的國有化結束了肖特兄弟對公司的影響，公司名變成了Royal Airship Works，但在靠近卡丁登公司所在地附近為員工建設的宿舍還是命名為肖特村（ Shortstown）。

### 在羅切斯特的擴張
由於公司經營的成功以及生產的水上飛機數量的增長，迫使公司必須找到一個更大的而且能夠直連海面的生產場所。於是，在1913年，公司從肯特郡Borstal的威理士（Willis）先生（一個當地議員）手上購買了8.4英畝（3.4公頃）的土地，這塊地靠近Rochester, Kent，離Borstal大約14海里（26公里）
1915年的上半年，後來稱為水上飛機製造廠的第一幢設施——第一安裝車間完工了，隨後第2以及第3車間也開建了，勞動力開始從Eaastchurch工廠搬過來，第三車間於1917年完工，從第三安裝車間的中心線伸展出一條長長的水泥船台，這使得超過20噸重的飛機在低潮時也能下水。

### 一戰
在接下來的幾年裡，肖特公司建造了多種型號的飛機，但公司業務僅在他們於一戰中向軍隊提供Short Admiralty Type 184（或簡稱為"Short S.184"）後才開始擴張， S.184是世界上第一架使用實戰魚雷攻擊船艇的飛機。這次攻擊發生於加里波利之戰（Battle of Gallipoli）中，1915年8月15日，一架由Charles Edmonds機長駕駛的從HMS Ben-my-Chree號上起飛的S.184攻擊了一條正在達達尼爾海峽中航行的土耳其補給船。  如果按生產數量來看，S.184可以說是肖特公司二戰前最成功的飛機：超過900架的產量，許多是由其它飛機製造廠在許可證形式下生產出來的。一個陸基版本的S.184以Short Bomber的名稱賣給了皇家飛行隊。
在第一次世界大戰期間，肖特公司也是兩種水上飛機的製造商，它們是F3和F5，這兩種飛機是由位於费利克斯托的水上飛機實驗站（Seaplane Experimental Station）的Sdn. Cmr. John Porte設計。在戰爭結束前，有大約50架在羅切斯特建造完畢。

### 1920年代和1930年代
在一戰後的幾年和1920年代早期的蕭條時期，對於弱小的英國航空工業來說經濟環境較差。肖特兄弟公司努力的生存下來，公司為了不裁員，開發了很多產品，如：他們為遍及不列顛群島的公共汽車公司製造公共汽車和有軌電車的車身。
Alan Cobham的de Havilland DH.50 G-EBFO在羅切斯特安上了肖特兄弟公司的雙金屬浮筒，然後他於1926年6月30日開始從中途島飛往澳大利亞。兩架de Havilland Giant Moth也在羅切斯特安裝了肖特浮筒。第一架於1928年6月首飛，兩架飛機都交付給了加拿大的西加拿大航空公司（Western Canada Airlines Ltd）。
在整個1920年代至30年代，唯一可行的運作長途民航的方法就是使用水上飛機。因為民航所需要的機場跑道還未普及，而對數量如此少的航班而言，建個機場又太過昂貴了。肖特進入了水上飛機市場，生產出了一系列名為“新加坡”的三種型號的水上飛機。肖特新加坡I型（Short Singapore）由于被Alan Cobham爵士用于1927年的非洲考察而闻名，他与他的妻子及船员一起飞行了大约23,000英里，这次旅行证明了水上飞机的价值，同时也暴露了它的缺点，就是非常容易被不可控制的水损坏，甚至是海水潮汐。

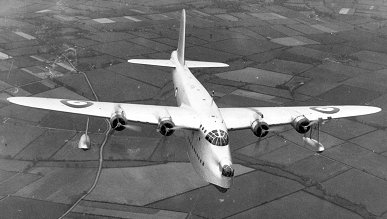
桑德蘭水上飛機是在二战中同盟国广泛使用的水上飞机

肖特随后又开始了它最著名型号的设计工作，肖特加爾格答（Short S.8 Calcutta）是基於新加坡的佈局，但尺寸更大，動力更強。加爾格答於1928年首飛並於當年8月在帝國航空（Imperial Airways）投入使用。其它2架於1929年4月加入機隊，並服務於旅客首選的沿海線路——從熱那亞經過雅典、科夫（Corfu）、那不勒斯、羅馬到亞歷山大港，許多加爾格答被用於一些更短的航線，同时也能够在大英帝国的边疆之间进行飞行。在生产了4架加爾格答之後，肖特又生產了更大的肯特，在肯特之後又是一系列更加大的設計，如Short Empire，第一架原型機於1936年7月2日首飛，帝國型是為了讓帝國航空公司（後來的BOAC）執行英國的帝國航空郵政計劃而設計的。一年以後，他們得到了為英國政府生產軍用水上飛機的防務合同，這就是Sunderland水上飛機，它共享了前輩的基本設計，同時對上層結構進行了修改。桑德蘭是最有影響力的遠程水上飛機，用於打擊U型潛艇（U-Boats），它的綽號叫“飛行豪豬”(德語叫Fliegendes Stachelschwein)，可能源於它的大量的武器裝備和一些顯著的背部天線。
一架帝國航空公司（Imperial Airways）肖特帝國型水上飛機被用於1937年7月5日的首次西向跨大西洋飛行，飛機從愛爾蘭的福因斯（Foynes）飛到纽芬兰島。
1933年，肖特公司在羅切斯特機場開設了新工廠，這個新工廠對公司新生產的陸基飛機起了越來越重要的作用。
1934年，他們最終關閉了在Eastchurch工廠並購買了為幫助肖特的最新設計而搬到羅切斯特機場肖特公司附近的引擎製造商Pobjoy。

### 第一次搬到貝爾法斯特
1936年，空軍部在貝爾法斯特成立了一家新的飛機製造廠，新成立的公司由哈蘭德和沃爾夫公司（Harland and Wolff）和肖特兄弟公司各佔50%的股份，公司名為肖特和哈蘭德公司（Short & Harland Ltd）。新公司的第一批產品是50架Bristol Bombay，接著又製造了150架Handley-Page Hereford轟炸機。
他們在水上飛機上的工作以Short Sandringham和Short Seaford達到了高潮，兩種機型都是基於帝國/桑德蘭型水上飛機。這些水上飛機有足夠的航程來執行跨大西洋航線。這些飛機大量服務於戰後的帝國（英聯邦）市場，與四引擎的陸上飛機，如改型的Avro Lancaster、Avro Lancastrian和Avro York進行競爭。
TEAL公司直到1960年，還在使用Short Solent型水上飛機執行珊瑚航線（Coral Route）（從新西蘭到斐濟、庫克群島、塔希提岛）。

### 二戰
由於桑德蘭轟炸機所具有的長程及長巡行時間的特點，使它能夠靠近位於冰島和格陵蘭之間的中大西洋空隙（Mid-Atlantic gap），有助於勝利結束大西洋海戰（1940年），這也使它成為二戰中著名的反潛巡邏轟炸機（patrol bomber）。桑德蘭轟炸機也在它的飛行范圍周圍救援失事的海員或空勤人員，尤其是海岸司令部的人員。澳大利亞皇家空軍訂購了一個中隊的飛機，但它們從來沒有到達過澳大利亞，而是由澳大利亞人駕駛著在皇家空軍海岸司令部的指揮下作戰。澳大利亞人徵用了Qantas-Imperial公司的帝國型水上飛機，並在帝汶海水域成功地用於偵察行動。 
正是他們在桑德蘭上的努力，使他們贏得了斯特林轟炸機的合同，它是皇家空軍第一種四引擎轟炸機。如果從其原始設計來看，斯特林轟炸機本質上就是一個進行了一些修改的陸基版桑德蘭轟炸機，沒有任何理由讓人懷疑它不會成為一架優秀的重型轟炸機。但是空軍部對它又提出了一堆要求，如它要具備運輸部隊的功能等。這最終使得一些新設計機型超過了它。一種高速長程四引擎水上飛機——Short Shetland（Saunders-Roe提供了機翼和一些細節的設計工作）於1944年出廠，但是戰爭在第二架原型機造好之前就結束了。項目在戰後仍然斷斷續續的進行，但實質上已被放棄。
在不列颠空战期間，羅切斯特工廠被納粹德國空軍轟炸摧毀。幾架早期生產的斯特林轟炸機和其它一些飛機也同時被炸毀。從這時起，貝爾法斯特工廠變得更為重要了，因為看上去它是在德國轟炸機的航程之外，但在1942年復活節的那個星期，貝爾法斯特和它的飛機工廠也成為了德國轟炸機的目標。為了滿足戰時增加的飛機需求，公司在貝爾法斯特附件的Aldergrove和Maghaberry建立了衛星工廠，這些衛星工廠生產了232架斯特林轟炸機。 公司還在Lake Windermere的White Cross Bay建立了臨時的肖特工廠 生產了35架Mark III Sunderland。在戰爭中在伯明翰Longbridge的Austin Motors公司生產了大約600架Stirlings，蘇格蘭Dumbarton的Blackburn Aircraft公司生產了240架Sunderlands.
1943年，政府在國防法第78條下接管了肖特兄弟公司的所有權和管理權，這是肖特公司第二次被國有化（第一次是在1919年，它們國有化了Cardington的飛機工廠），這一年1月份Oswald Short辭去了公司主席的職位，但他保留了榮譽終生總裁的職位。

### 二戰後

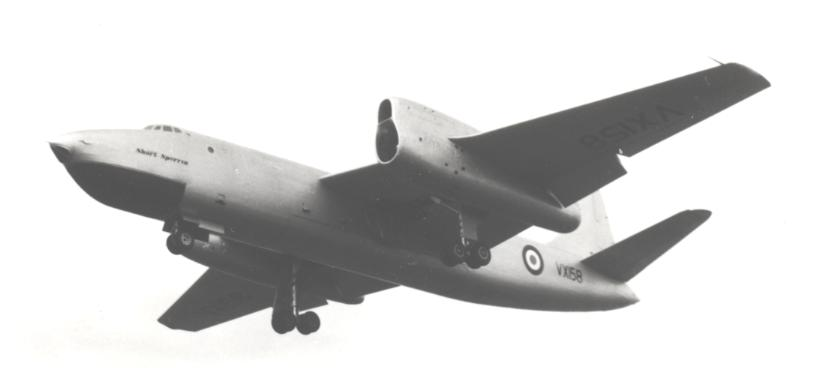
1955年Short Sperrin出現在范堡罗英国飞机制造商协会展覽上

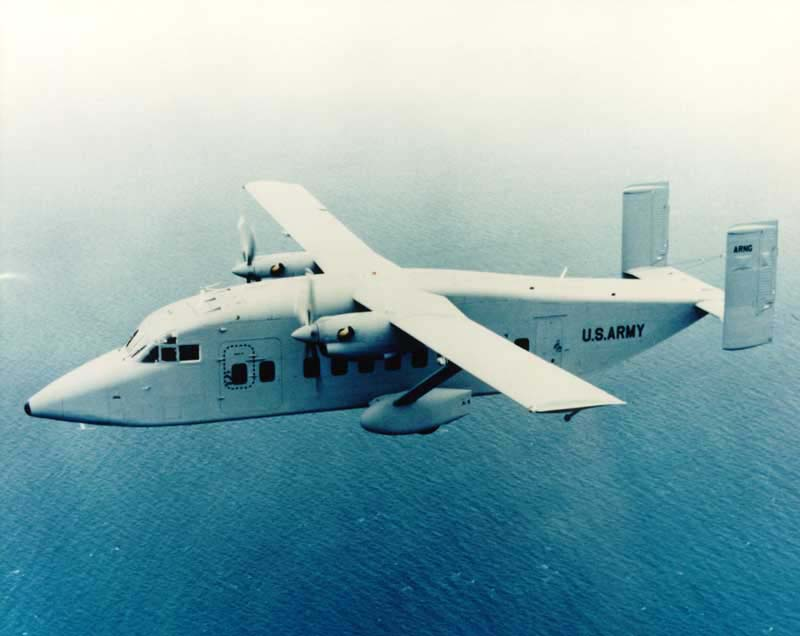
美國軍用版的肖特330,它是肖特兄弟公司在肖特360後開發的最成功的現代飛機

至1947年，公司的其它所有戰時增開的工廠均關閉，工廠生產都集中到貝爾法斯特。1948年公司的辦公室也搬過來，肖特兄弟公司完全成為了一個貝爾法斯特公司。同時，在1947年，肖特兄弟（羅徹斯特和貝爾法斯特）公司（Short Brothers (Rochester and Bedford) Ltd）與肖特與哈蘭德有限公司（ Short and Harland Limited）合併成了肖特兄弟和哈蘭德有限公司（Short Brothers and Harland Limited），但Oswald Short保留了終身總裁的職位
在1950年代，肖特進行了多項更為先鋒的研究工作，包括設計和建造垂直起降（VTOL）的Short SC1、Short SB5和Short Sherpa。他們建造了Short Sperrin, 在V-bomber項目失敗後的一個後備噴氣引擎轟炸機設計，以及Short Seamew，計劃為皇家海軍自愿者預備（Royal Navy Volunteer Reserve）中隊生產一種廉價的反潛偵察攻擊機，但計劃在交付之前停止了。在1950年代，肖特也接了一個建造150架 English Electric Canberra的分包合同。這些飛機中的第一架於1952年10月30日進行了處女航。在這個合同裡，肖特建造了60架Canberra B.2s, 49架B.6s和23架P.R.9s, 剩餘的18架被政府於1957年取消。 堪培拉之後的工作是參與了將退役的B.2修改成無人操縱無線電控制導彈靶機，2架原型機和10架生產型的U.10被生產出來，後來又生產了6架改進型的U.14。這些飛機是由地面通過VHF無線電操控。同時還能反饋飛機自己的性能以及當導彈瞄準它們時的表現。 為了有助於提高其設計複雜航空器的能力，肖特公司早在1953年就參與了開發電子（模擬）計算機的先鋒性工作。
1954年，Bristol Aeroplane Company成為肖特公司的15¼%股東，公司使用注入的資金建立了一條生產Bristol Britannia涡轮螺旋桨客機的生產線，這種客機就是著名的The Whispering Giant。雖然最初是打算由肖特生產35架Britannia，後來由於Bristol的工作短缺造成了這個數字的減少，最終有15架由肖特生產，其它5套Britannia的組件被送到菲爾頓，用於在那裡生產的Britannia上。
1960年代, 肖特發現了一個短程運輸機的細分市場，為此他們推出了Short SC.7 Skyvan。Skyvan以其箱型、側面平坦的外觀以及矩形雙垂尾而著名，但是人們喜愛它的原因更因為它的性能和裝載能力。與著名的de Havilland Twin Otter性能相似，但Skyvan被證明在貨機市場上更受歡迎，因為它的巨大的後貨艙門使大宗貨物裝卸更為容易，Skyvan直到今天還在服役，尤其在加拿大北極地區。
1937年肖特公司在貝爾法斯特工廠邊上建了一個機場，機場名為席登汉姆機場（Sydenham Airport），它在1938年到1939年是貝爾法斯特主要的民用機場，機場在二戰期間被皇家空軍征用。一個前皇家空軍基地（Nutts Corner）接著成為了貝爾法斯特的主要民用機場（後來在1963年又被貝爾法斯特國際機場（Aldergrove）所取代），而此機場繼續以RAF Aldergrove的名字用於軍事用途，起降一些直升飛機以及來自於英國皇家空軍和USAF的臨時訪客。肖特公司使用這個機場直到其飛機業務於1983年完全停業。由於航空公司與顧客的喜好，機場以貝爾法斯特港機場的名字（後來改名為貝爾法斯特城市機場（BCA），現在名為George Best Belfast City Airport）繼續向商業航班開放。做為一個大量投資資本，龐巴迪於2003年以3500萬英鎊的價格出售了BCA。
1970年代，肖特以他的Shorts 330打入了支線客機市場，它是拉長版的Skyvan，在美國空軍中稱為C-23 Sherpa，一個其它的拉長版是更加流線型的Shorts 360，它以更常見的中置垂尾代替了老的H型佈置的雙垂尾。
1988年，工廠裡的北愛親英分子（Ulster loyalism）企圖將新導彈系統的部件、信息和資料賣給南非種族隔離政府。這件事與1988年發生的被 Ulster Defence Association、Ulster Volunteer Force、Ulster Resistance瓜分的大量的輸入武器有關。1989年4月，3名北愛爾蘭人Noel Lyttle、Samuel Quinn、James King在巴黎被捕，同時被捕的還有掮客Douglas Bernhardt和一名南非外交官Daniel Storm。

### 龐巴迪的購買
1977年，公司又將名字改回肖特兄弟公司。1984年，公司轉為股份有限公司並著手進行私有化，政府宣佈在1989年6月7日以3000萬英鎊的價格將肖特賣給了龐巴迪公司，作為這筆交易的一部分，政府同時答應注銷公司累積虧損的3億9千萬英鎊並注入另外的3億9千萬英鎊，用於集團的資產重組、對付現在及未來的虧損、資本投資及培訓。 龐巴迪在投標中擊敗了通用電氣公司（General Electric Company plc）與福克公司（Fokker），Messerschmitt-Boelkow-Blohm公司在最終報價中收回了投標書。這筆交易最終於1989年10月4日完成。
1993年，龐巴迪肖特公司與Thomson-CSF公司成立了一家合資企業——肖特導彈系統公司（Shorts Missile Systems），它使用自1950年代以來的經驗為英國國防部和全球軍事力量設計和研發極短程防空導彈。2000年Thomson-CSF公司將龐巴迪的50%股份買入，成為了公司唯一的股東。肖特導彈系統公司也於2001年更名為Thales Air Defence Limited。

## 飛機
按在這段時間內首飛分類

### 1900–1909
- Short Biplane No. 1
- Short Biplane No. 2 (1909)
- Short Biplane No. 3

### 1910–1919
- Short Pusher Biplane (1910)
- Short S.27 Tandem-Twin (1911)
- Short S.39 Triple-Twin (1911)
- Short S.41 (1912)
- Short S.45 (1912)
- Short S.47 Triple-Tractor (1912)
- Short Folder (1913 ff.)
- Short Type 3
- Short Type 42
- Short Type 74
- Short Type 81 (1913)
- Short Type 135 (1914)
- Short Type 136 (1914)
- Short Type 166 (1914)
- Short Type 184 (1915)
- Short Bomber (1915)
- Short Type 827 (1914)
- Short Type 830(1914)
- Short 310 (1916)
- Short Type 320 (1916)
- Short F3 Felixstowe (1917)
- Short F5 Felixstowe (1918)
- Short N.1B Shirl (1918)
- Short N.2B (1917)
- Short Sporting Type (1919)

### 1920–1929
- Short Silver Streak (1920)
- Short N.3 Cromarty (1921)
- Gnosspelius Gull (1923)
- Short S.1 Cockle (1924)
- Short S.2 (1925) metal hull for F.5
- Short S.3 Springbok (1923)
- Short S.3a Springbok (1925)
- Short S.3b Chamois (1927)
- Short S.4 Satellite (1924)
- Short S.5 Singapore I (1925)
- Short S.6 Sturgeon (1927) (Biplane)
- Short S.7 Mussel (1926)
- Short S.8 Calcutta (1928)
- Short S.10 Gurnard (1929)
- Short Crusader (1927)

### 1930–1939
- Short R.31 Airship
- Short S.8/8 Rangoon (1930)
- Short S.11 Valetta (1930)
- Short S.12 Singapore II (1930)
- Short S.17 Kent (1931)
- Short S.14 Sarafand (1932) (originally known as the Short R6/28)
- Short-Kawanishi S.15 KF1
- Short S.16 Scion/Scion II (1933)
- Short S.18 Knuckleduster (1933)
- Short L.17 Scylla (1934)
- Short S.19 Singapore III (1934)
- Short S.20 Mercury (1937 Short Mayo Composite)
- Short S.21 Maia (1937 Short Mayo Composite)
- Short S.22 Scion Senior (1935)
- Short S.23 Empire Flying Boat (1936)
- Short S.25 Sunderland (1937)
- Short S.25 Sandringham (a post-war derivation of the Sunderland)
- Short S.26 G-Class (1939)
- Short S.30 Empire Flying Boat (1938)
- Short S.31 (Half-scale Stirling) (1938)
- Short S.32
- Short S.29 Stirling (1939)

### 1940–1949
- Short S.33 Empire Flying Boat (1940)
- Short S.35 Shetland 1 (1944)
- Short S.45 Seaford (1944)
- Short S.45 Solent (1946)
- Short SA1 Sturgeon (1946)
- Short SA2 Sturgeon
- Short Nimbus (1947)
- Short S.40 Shetland 2 (1947)
- Short SB3 Sturgeon
- Short SA6 Sealand (1948)

### 1950–1959
- Short SA4 Sperrin (1951)
- Short SA5 (project only)
- Short SA9 (project only)
- Short SB1 (1951)
- Short SB5 (1952)
- Short SB4 Sherpa (1953)
- Short SB6 Seamew (1953)
- Short SB7 Sealand III
- Short SC1 (1957)

### 1960–

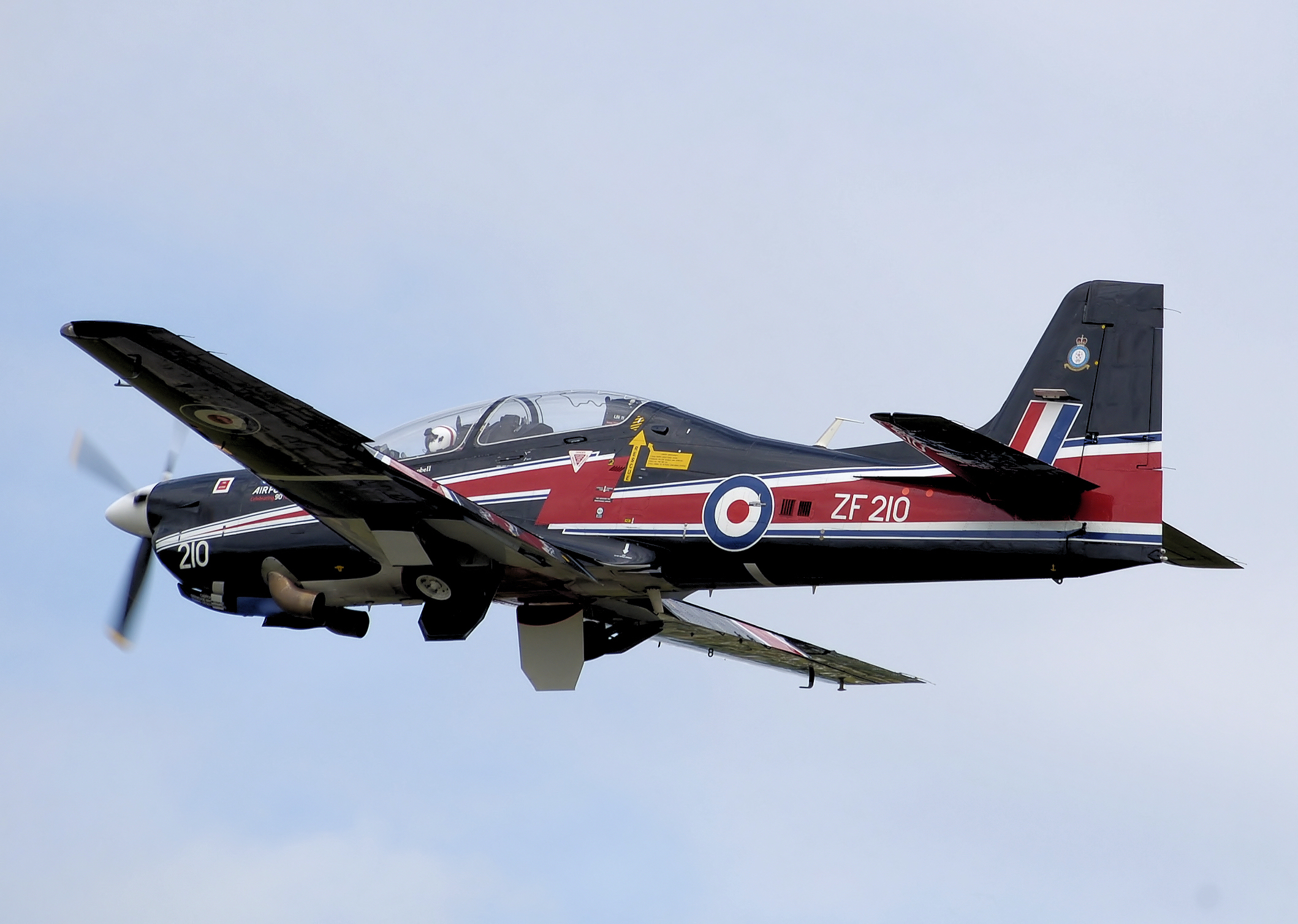
Royal Air Force Short 312 Tucano in special colours as the RAF's 2008 display aircraft.

- Short SC9 Canberra (1961)
- Short SC7 Skyvan (1963)
- Short SC5 Belfast (1964)
- 肖特330（1974年）
- 肖特360（1981年）
- Shorts C-23 Sherpa (1985)
- Short 312 Tucano (1986)

### Airships
- R31
- R32
- R38 (ZR-2)

### 導彈
- 吹管防空飛彈 – 地對空導彈
- 标枪防空导弹 – 地對空導彈
- 星暴防空导弹 – 地對空導彈
- 星光防空导弹 – 地對空導彈
- 海貓防空飛彈 – 艦對空導彈
- 虎貓防空飛彈 – 地對空導彈

### 無人機或遙控飛機
- Short MATS
- Short Skeet

## 首席試飛員
- Francis McClean (honorary) until 1912[31]
- Gordon Bell 1912–1914[32]
- Sydney Pickles 1913 (Acting CTP during Bell's absence following a crash at Brooklands)[33]
- Ronald Kemp 1914–1918[34]
- John Lankester Parker 1918–1945
- Geoffrey Dyson 1945–1946
- Harold Piper 1946–1948
- Tom Brooke-Smith 1948–1960
- Denis Tayler 1960–1969
- Donald Burn Wright 1969–1976
- Lindsay Cummings
- Allan Deacon

## 外部連結
- RAF Museum Aircraft Thesaurus (Shorts)
- Horace Short （页面存档备份，存于） bio and artwork depiction by Michael Garland
- Eustace Short （页面存档备份，存于） biography & sketching by Michael Garland
- Oswald Short （页面存档备份，存于）biography & sketch by Michael Garland